# The Art of Losing
The Art of Losing est le second album enregistré en février 2003 par le groupe américain de power pop et de rock American Hi-Fi.

## Titres de l'album
| No  | Titre                  | Durée |
| --- | ---------------------- | ----- |
| 1.  | The Art of Losing (en) | 3:23  |
| 2.  | The Breakup Song       | 2:55  |
| 3.  | Beautiful Disaster     | 2:37  |
| 4.  | Save Me                | 3:55  |
| 5.  | Nothing Left To Lose   | 2:57  |
| 6.  | Teenage Alien Nation   | 3:01  |
| 7.  | Rise                   | 3:11  |
| 8.  | This Is The Sound      | 4:11  |
| 9.  | The Gold Rush          | 3:38  |
| 10. | Built For Speed        | 2:48  |
| 11. | Happy                  | 4:04  |